# John-Patrick Smith
John-Patrick Tracey Smith (ur. 24 stycznia 1989 w Townsville) – australijski tenisista.

## Kariera tenisowa
Jako junior, najwyżej klasyfikowany był na 6. miejscu w rankingu ITF.
W listopadzie 2007 zadebiutował w turnieju rangi ATP Challenger Tour, a w 2012 zdobył swój pierwszy tytuł w singlu. W styczniu 2013, dzięki otrzymaniu dzikiej karty, wystąpił na Australian Open, debiutując tym samym w turnieju głównym Wielkiego Szlema. W pojedynku 1 rundy uległ João Sousie 4:6, 1:6, 4:6. W marcu 2014 pomyślnie przeszedł przez kwalifikacje w Indian Wells. W lipcu 2015, podczas imprezy w Newport, dotarł do półfinału gry pojedynczej, przegrywając w swoim ostatnim pojedynku z Rajeevem Ramem 4:6, 6:7(4).
W grze podwójnej rozgrywek ATP Tour wygrał 2 turniej3 z 6 rozegranych finałów.
Pod koniec stycznia 2019 Smith został finalistą Australian Open w grze mieszanej, wspólnie z Astrą Sharmą. W 2025 roku ponownie osiągnął finał miksta Australian Open, partnerując Kimberly Birrell.
Najwyżej sklasyfikowany w rankingu singlistów był na 108. miejscu (28 września 2015), natomiast w zestawieniu deblistów na 52. pozycji (11 września 2017).

### Finały w turniejach ATP Tour
| Legenda                                      |
| -------------------------------------------- |
| Wielki Szlem                                 |
| Igrzyska olimpijskie                         |
| Tennis Masters Cup / ATP Finals              |
| ATP Masters Series / ATP Tour Masters 1000   |
| ATP International Series Gold / ATP Tour 500 |
| ATP International Series / ATP Tour 250      |

#### Gra podwójna (2–4)
| Końcowy wynik | Nr | Data            | Turniej      | Nawierzchnia  | Partner          | Przeciwnicy                              | Wynik finału       |
| ------------- | -- | --------------- | ------------ | ------------- | ---------------- | ---------------------------------------- | ------------------ |
| Finalista     | 1. | 23 lipca 2017   | Newport      | Trawiasta     | Matt Reid        | Aisam-ul-Haq Qureshi Rajeev Ram          | 4:6, 6:4, 7–10     |
| Finalista     | 2. | 25 lutego 2018  | Delray Beach | Twarda        | Nicholas Monroe  | Jack Sock Jackson Withrow                | 6:4, 4:6, 8–10     |
| Zwycięzca     | 1. | 29 lipca 2018   | Atlanta      | Twarda        | Nicholas Monroe  | Ryan Harrison Rajeev Ram                 | 3:6, 7:6(5), 10–8  |
| Finalista     | 3. | 28 lutego 2021  | Singapur     | Twarda (hala) | Matthew Ebden    | Sander Gillé Joran Vliegen               | 2:6, 3:6           |
| Finalista     | 4. | 6 lutego 2022   | Pune         | Twarda        | Luke Saville     | Rohan Bopanna Ramkumar Ramanathan        | 7:6(10), 3:6, 6–10 |
| Zwycięzca     | 2. | 6 kwietnia 2025 | Houston      | Ceglana       | Fernando Romboli | Federico Agustín Gómez Santiago González | 6:1, 6:4           |

#### Gra mieszana (0–2)
| Końcowy wynik | Nr | Data             | Turniej                    | Nawierzchnia | Partnerka        | Przeciwnicy                   | Wynik finału   |
| ------------- | -- | ---------------- | -------------------------- | ------------ | ---------------- | ----------------------------- | -------------- |
| Finalista     | 1. | 26 stycznia 2019 | Australian Open, Melbourne | Twarda       | Astra Sharma     | Barbora Krejčíková Rajeev Ram | 6:7(3), 1:6    |
| Finalista     | 2. | 24 stycznia 2025 | Australian Open, Melbourne | Twarda       | Kimberly Birrell | Olivia Gadecki John Peers     | 6:3, 4:6, 6–10 |